# گندم تلخ
گندم تلخ یا دیلار تاتاری (انگلیسی: Fagopyrum tataricum) یا گندم سیاه تاتاری، گیاهی خوراکی است که اهلی شده و به سردهٔ سیاه‌گندم‌ها و خانوادهٔ هفت‌بندیان تعلق دارد. همراه با گونه‌ای دیگر از همین سرده، یعنی گندم سیاه، گاهی در گروه غلات طبقه‌بندی می‌شود، هرچند سیاه‌گندم‌ها از نظر زیستی با غلات واقعی خویشاوندی نزدیکی ندارند.
گندم تلخ طعمی تلخ‌تر دارد و مقدار روتین آن از گندم سیاه معمولی بیشتر است. این گیاه همچنین دارای ترکیبات زیستی فعال دیگری چون فلاونوئیدها، اسیدهای فنولیک، ۲-هیدروکسی‌بنزیل‌آمین و کرسیترین است.

## کاربردها
در زبان چینی به این گیاه «گندم سیاه تلخ» (چینی: 苦荞麦; پین‌یین: kǔqiáomài) و در ژاپن به آن داتان-سوبا (韃靼蕎麦/ダッタンソバ, 'گندم سیاه تاتاری') گفته می‌شود. این گیاه در شرق آسیا اهلی شده و در حال حاضر در اروپا و آمریکای شمالی نیز کشت می‌شود. اگرچه در کشورهای غربی کمتر شناخته‌شده است، اما امروزه در مناطق هیمالیا و نواحی جنوب‌غربی چین، از جمله سی‌چوان، مصرف گسترده‌ای دارد.
گندم سیاه تاتاری معمولاً برای تهیهٔ چای گندم سیاه برشته می‌شود و می‌توان از آن در تولید مشروبات الکلی نیز بهره گرفت. اگرچه در گذشته در ژاپن خوراکی رایجی نبوده، اما به دلیل میزان بالای روتین، در اواخر دههٔ ۱۹۹۰ برای مدتی به‌عنوان خوراکی سلامت‌محور محبوب شد.
این گیاه در بخش‌های مختلفی از جهان کشت می‌شود، اما اگر به‌صورت خودرو در میان دیگر محصولات یافت شود، به‌عنوان علف هرز در نظر گرفته می‌شود. امروزه، گونه‌های کم‌تلخ‌تر این گیاه نیز به‌صورت تجاری در دسترس هستند.